# Barbara Blomberg
Barbara Blomberg (ur. 1527 w Ratyzbonie, zm. 18 grudnia 1597 w Ambrosero) – kochanka cesarza Karola V Habsburga i matka jego syna, księcia Juana de Austria, wodza i admirała hiszpańskiego.

## Życiorys
Blomberg była najstarszą córką bogatego mieszczanina Wolfganga Blomberga (Plumbergera) i jego żony Sybilli Lohman. Jako uzdolniona śpiewaczka wystąpiła w 1546 przed cesarzem Karolem V, który przyjechał do Ratyzbony na obrady Reichstagu. Wkrótce potem została jego kochanką, jednak ich związek nie trwał długo. 24 lutego 1547 Blomberg urodziła Karolowi V syna, Juana de Austria, którego natychmiast wysłano na wychowanie do Hiszpanii.
Niedługo potem Blomberg wyszła za Hieronima Kegla, jednego z cesarskich urzędników. W 1551 małżeństwo przeprowadziło się do Brukseli, gdzie Kegel nadzorował zaopatrzenie cesarskich wojsk najemnych. Blomberg i Kegel mieli troje dzieci. Po śmierci męża w 1569 Blomberg zaczęła prowadzić rozrzutny i rozwiązły tryb życia. Jako że mogło to zagrozić reputacji Juana de Austria, król Hiszpanii Filip II Habsburg, jego przyrodni brat, obiecał Blomberg wysoką pensję pod warunkiem, że zamieszka ona w jednym z hiszpańskich klasztorów. Blomberg nie chciała jednak zrezygnować ze swobodnego, pełnego romansów życia i poddać się surowym regułom klasztornym.
W listopadzie 1576 doszło do pierwszego i ostatniego spotkania między Blomberg i Juanem de Austria. Treść rozmowy nie jest znana, ostatecznie jednak Blomberg zgodziła się zamieszkać w klasztorze sióstr dominikanek w Kastylii, 70 km na południe od Valladolid. Po śmierci Juana de Austria w 1578 Filip pozwolił jej opuścić klasztor i wybrać inne miejsce zamieszkania. Blomberg osiedliła się najpierw w niewielkiej wiosce Colindres, a w 1584 kupiła posiadłość w wiosce Ambrosero w dzisiejszej Kantabrii. Tam razem z dziećmi i kilkorgiem służących prowadziła gospodarstwo i wiodła niezależne życie.

## Śmierć
Zmarła w wieku 70 lat w swojej posiadłości w Ambrosero. Pochowana została w pobliskim klasztorze San Sebastián.

## Barbara Blomberg w kulturze
Postać Barbary Blomberg pojawia się w licznych powieściach i sztukach teatralnych, głównie niemieckich i hiszpańskich.